# Vardø museum

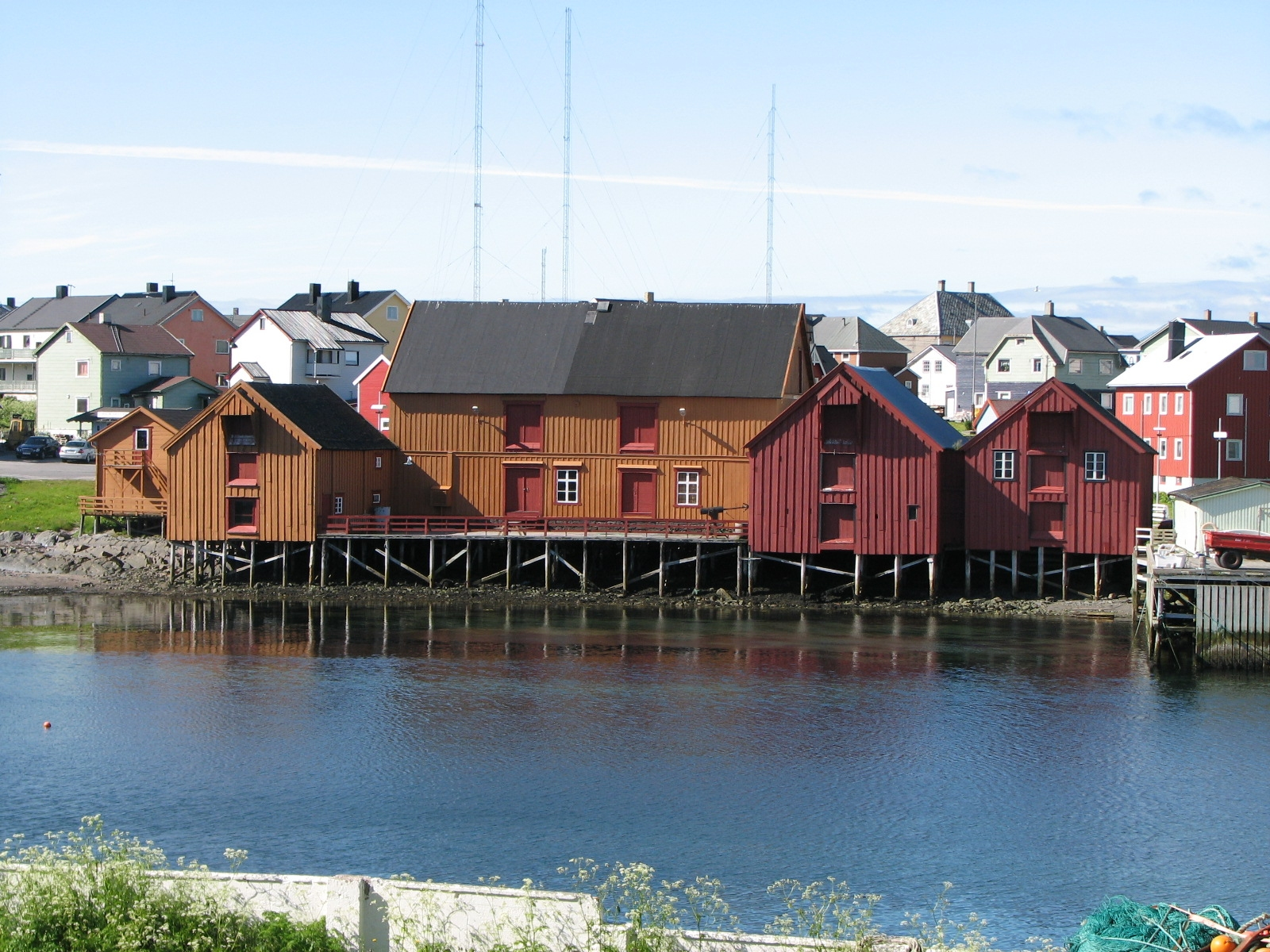
Pomormuseet i Brodtkorbsjåene

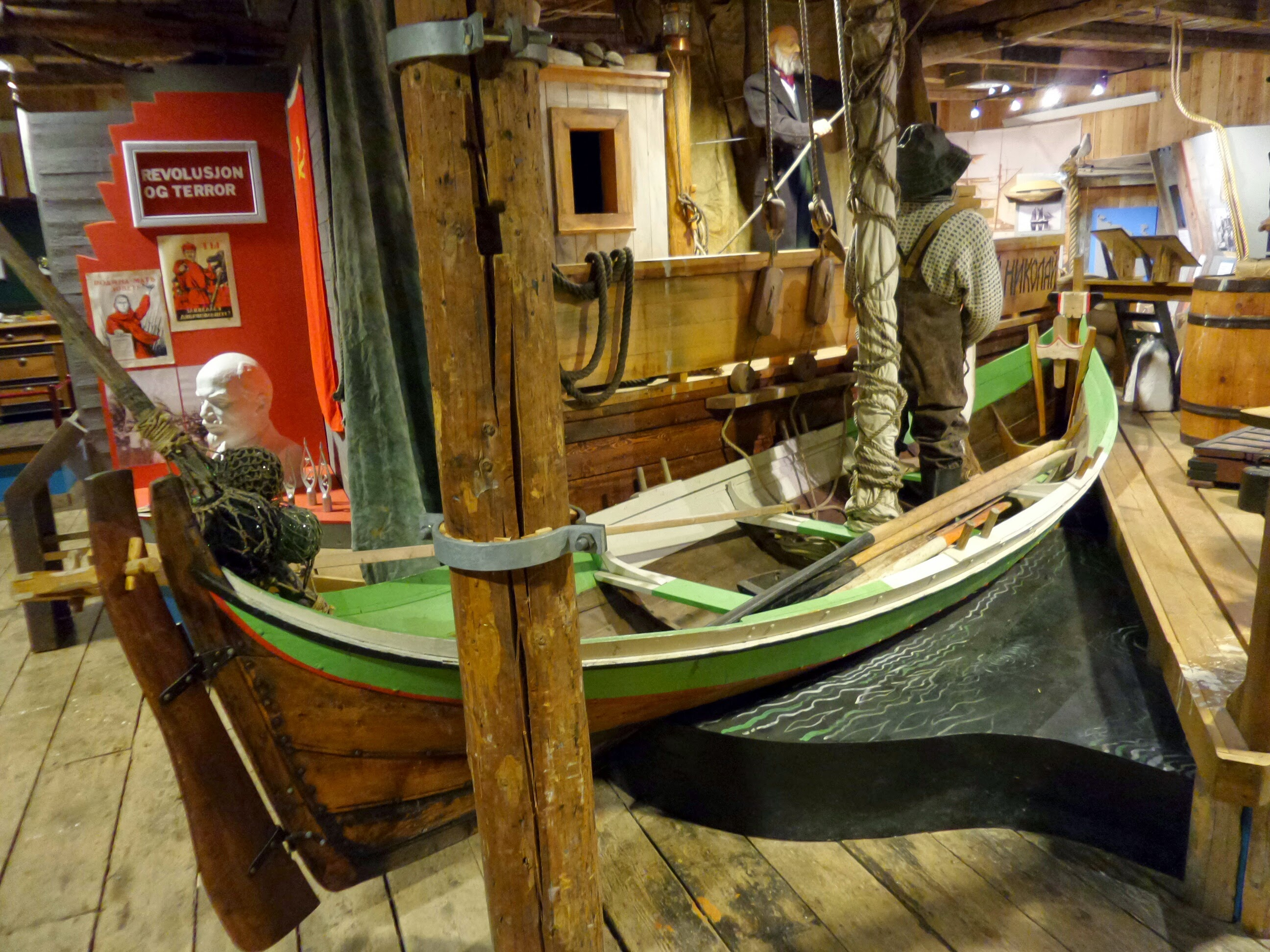
Nordlandsbåt i Pomormuseet

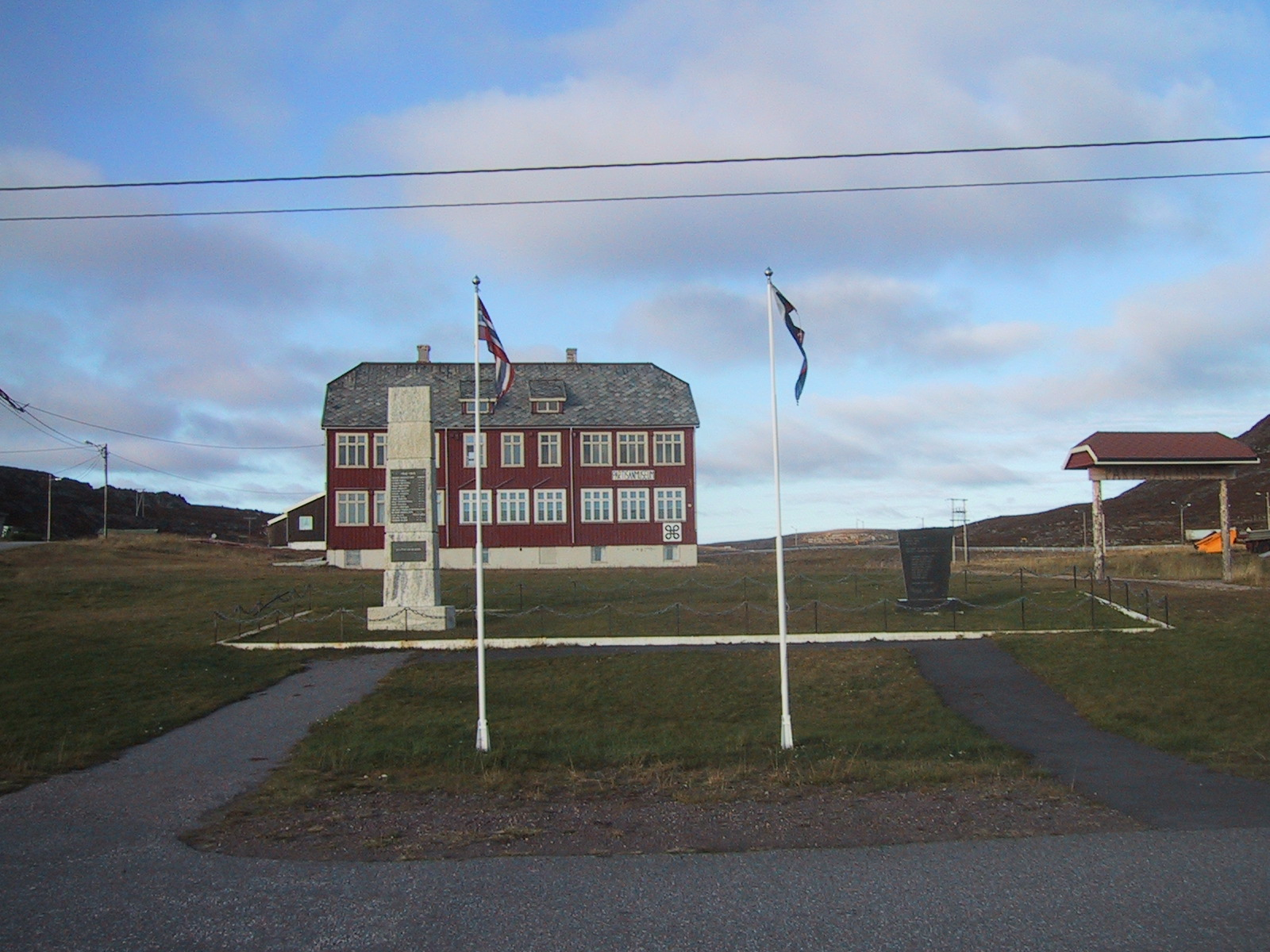
Partisanmuseet i Kiberg

Vardø museum är ett lokalhistoriskt museum i Vardø i Vardø kommun i Finnmark i Norge. Det är sedan 2006 en avdelning av Varanger museum.
Vardø museum grundades 1894 som ett naturhistoriskt museum för att underlätta vetenskaplig forskning inom fiske. Det är det äldsta museet i Finnmark. 
Museet visar Vardø stads historia, Vardø som centrum för pomorhandeln, gränsfästnings- och fiskestad,  häxprocessernas historia under 1600-talet och lokal naturgeologi. Det arbetar också med dokumentation om emigrationen till Fiskarhalvön i Ryssland från mitten av 1800-talet.

## Brodtkorbsjåene och Pomormuseet
Brodtkorbsjåene ligger i centrum av Vardø och är bland Finnmarks äldsta bevarade strandhus och är den enda bryggmiljön som minner om pomorhandeln. Byggnaderna, som är byggnadsminnen, uppfördes 1840-1900 av solitt så kallat rysstimmer av sibirisk lärk och också breda plankor av samma träslag. De utgjorde delar av handelsfirman Brodtkorbs tillverknings- och lagerlokaler, vilka var centrum för pomorhandeln. Ryska pomorer arbetade här fram till 1917. 
Pomormuseet ligger i ”Storsjåen” och har permanenta utställningar dels om pomorerna och deras vardag, dels om kontakten mellan norra Norge och norra Ryssland från slutet av 1600-talet och till idag. 70°22′16.33″N 31°06′17.47″Ö / 70.3712028°N 31.1048528°Ö

## Partisanmuseet
Partisanmuseet ligger i den gamla internatskolan i Kiberg och invigdes 2000.  70°17′14.02″N 30°59′42.34″Ö / 70.2872278°N 30.9950944°Ö

## Steilneset Minnested
Vardø museum har ansvar för Steilneset Minnested, ett minnesmärke över 1600-talets häxprocesser i Finnmark, som är ett delprojekt i Norsk nationell turistväg och ligger på Steilneset på Vardøya. Där brändes 91 personer på bål.
Monumentet över häxprocesserna i Finnmark har utformats av skulptören Louis Bourgeois och arkitekten Peter Zumthor och invigdes 2011.